# 科尼納 (馬里)
科尼納（法語：Konina），是馬里的城鎮，位於該國南部，由錫卡索區的庫蒂亞拉省負責管轄，面積733平方公里，海拔高度325米，2009年人口14,786，人口密度每平方公里20人。